# 스티브 코리노

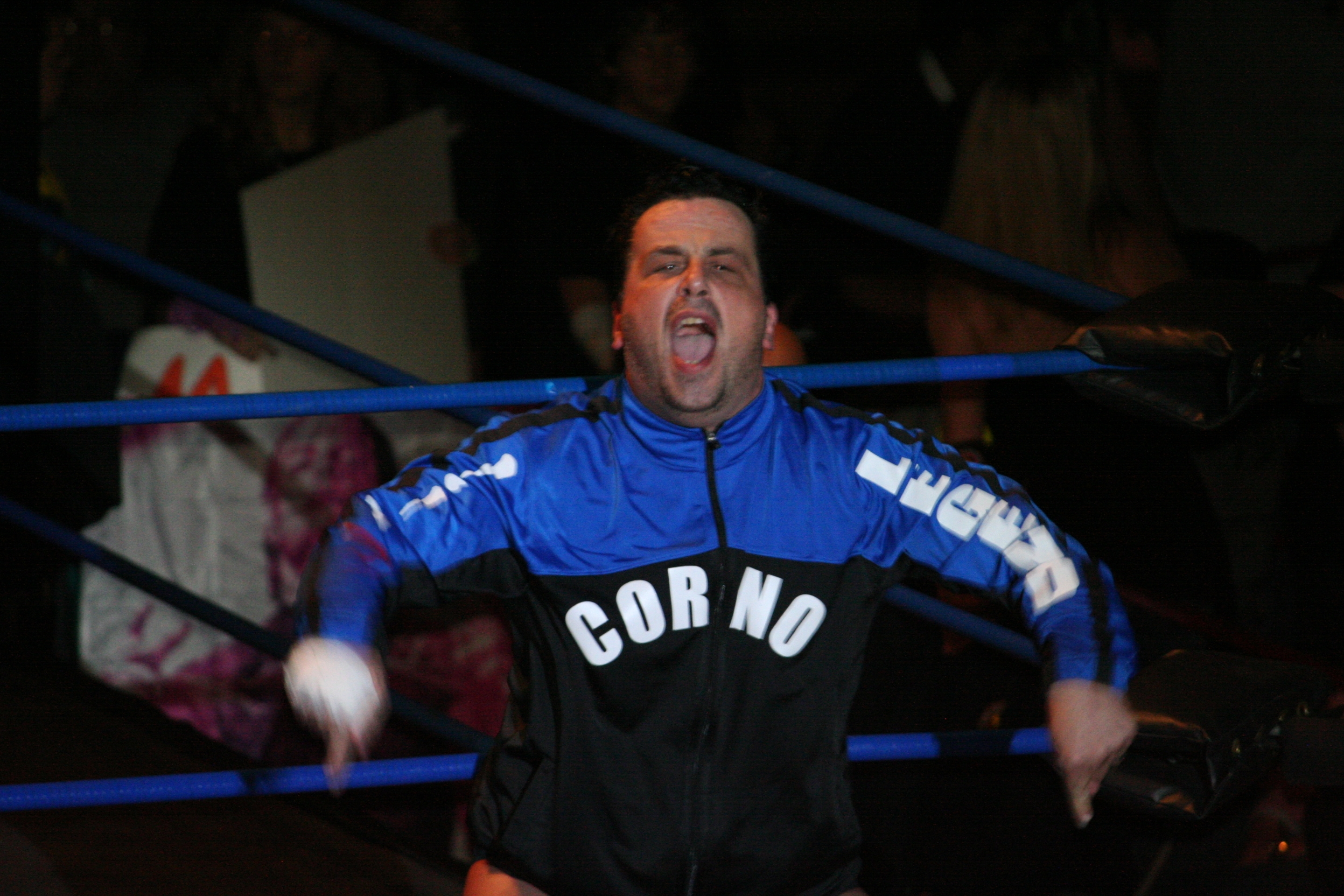
2012년의 스티브 코리노

스티브 유진 코리노(Steven Eugene Corino, 1973년 5월 29일-)는 미국의 남자 프로레슬링선수다. 키는 190cm 몸무게는 110kg이다. 피니쉬는 드림 메이커(숏 암 래리어트), 이터널 드림/슬라이딩 C 스페셜(슬라이딩 래리어트), 울드 스쿨 익스플로션(인버티드 페이스락 넥브레이커 슬램), 울드 스쿨 킥(슈퍼킥), 울드 스쿨 수플렉스(브릿지 피셔맨 수플렉스)로 사용을 한다.